# Diocesi di Scardona

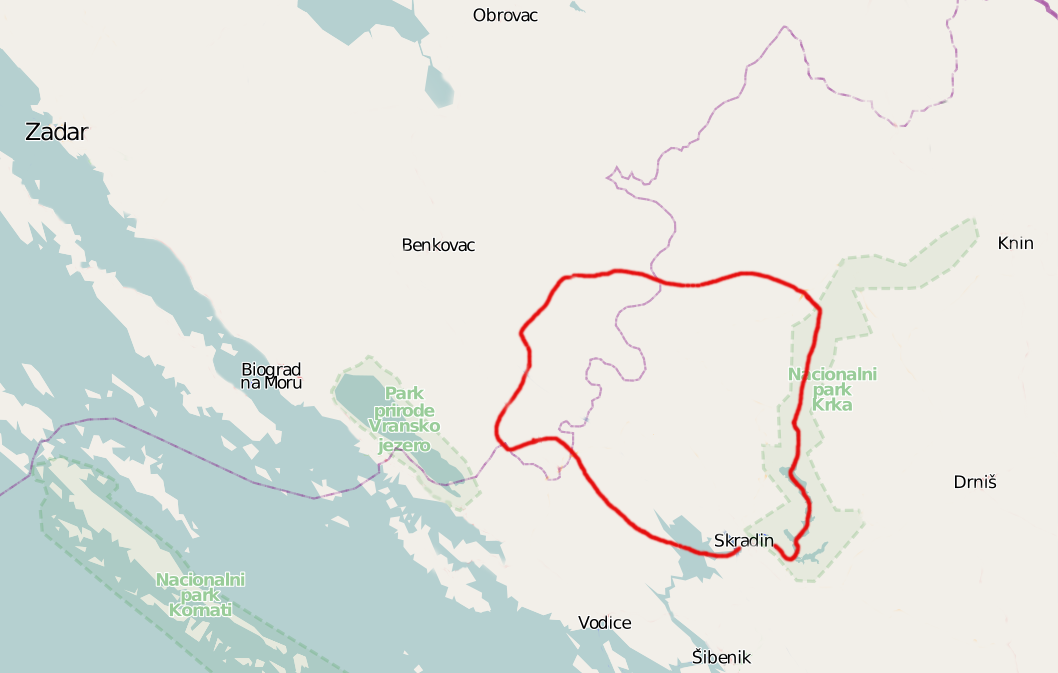
Mappa dell'antica diocesi.

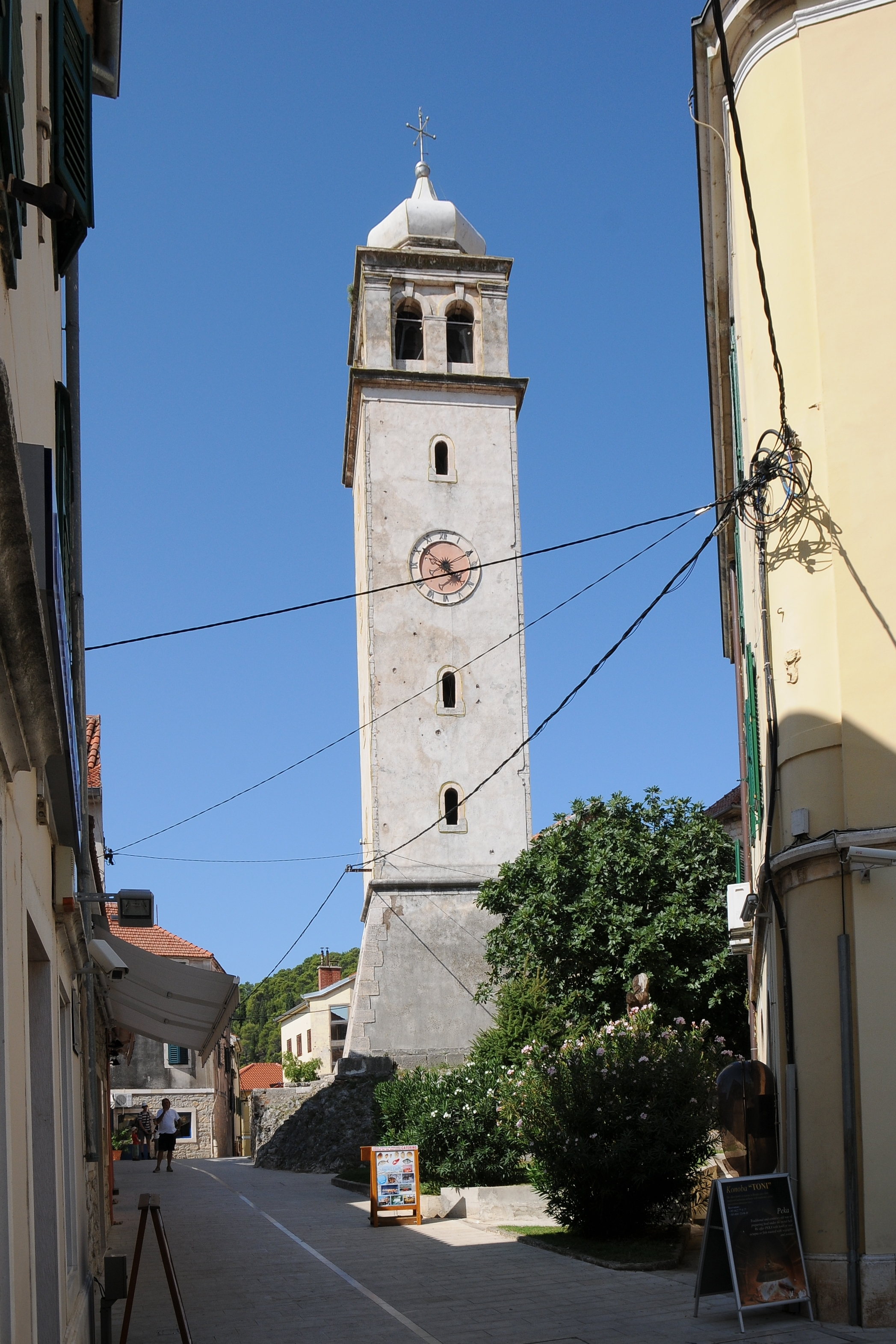
Il campanile dell'antica cattedrale, costruito separato dalla chiesa a causa della geologia della zona.

La diocesi di Scardona (in latino: Dioecesis Scardonensis) è una sede soppressa e sede titolare della Chiesa cattolica.

## Territorio
La diocesi comprendeva parte della Dalmazia centrale nell'odierna Croazia.
Sede vescovile era la città di Scardona (in croato Skradin), dove fungeva da cattedrale la chiesa della Natività della Beata Vergine Maria.
La diocesi era molto piccola; nel 1767 risultavano appartenere al suo territorio solo 5 località.

## Storia
La diocesi di Zaravecchia (o Alba Marittima) fu eretta nell'XI secolo. La città di Zaravecchia fu distrutta nel 1126 e la sede vescovile fu traslata a Scardona, che era già stata sede vescovile nel X secolo, quando accolse il vescovo Gregorio, espulso dalla sua diocesi. Tanto la sede di Zaravecchia quanto quella di Scardona erano suffraganee dell'arcidiocesi di Spalato (oggi arcidiocesi di Spalato-Macarsca).
Nel 1523 Scardona fu conquistata dai turchi e la diocesi visse una lunga fase di crisi: la sede fu vacante e amministrata dai vescovi di Veglia fino al 1613, anno in cui la diocesi fu affidata ai francescani croati. Una relazione del 1625 definisce miserrimo lo stato della diocesi. Nel 1643 il vescovo ottenne dalla Santa Sede il permesso di poter amministrare la Cresima senza usare la mitra, per sfuggire ai pericoli della dominazione ottomana.
La presenza dei vescovi francescani cessa nel 1657 e la diocesi piomba in un altro lungo periodo di sede vacante, che si risolve solo con la conquista dei veneziani, alla fine del XVII secolo.
La diocesi fu definitivamente soppressa da papa Leone XII con la bolla Locum beati Petri del 30 giugno 1828 ed annessa alla vicina diocesi di Sebenico. A quell'epoca l'intera Dalmazia faceva parte dell'Impero d'Austria. La bolla fu resa esecutiva a Scardona il 25 marzo 1830.
Dal 1933 Scardona è annoverata tra le sedi vescovili titolari della Chiesa cattolica; dal 19 luglio 2024 il vescovo titolare è Andrėj Znoska, vescovo ausiliare di Pinsk. Anche l'antica diocesi di Zaravecchia è oggi sede titolare di Alba Marittima.

## Cronotassi

### Vescovi
- Gregorio † (929 - ?)
- Teodosio † (menzionato nel 1059)
- Dabro † (menzionato nel 1066)
- Teodosio † (menzionato nel 1069)
- B. † (menzionato nel 1072)
- Prestanzio † (prima del 1075 - 1076)
- Teodosio † (1076 - ?)
- Bono † (prima del 1110 - dopo il 1102)
- Anonimo † (menzionato nel 1115)
- Lampridio † (prima del 1160 - dopo il 1171)
- Michele I † (prima del 1179 - dopo il 1199)
- Bartolomeo I † (1200 - 1222/1229 nominato vescovo di Nona)
- Niccolò I † (menzionato nel 1229)
- Bartolomeo II, O.F.M. † (1240 - 1247 dimesso)
- Giovanni, O.P. † (circa 1248 - dopo il 1265)
- Andrea, O.P. † (circa 1270 - ?)
- Galvano, O.P. † (circa 1282 - dopo il 1284)
- Niccolò II † (circa 1285 - dopo il 1293)
- Damiano † (circa 1300 - dopo il 1308)
- Niccolò III † (1315 - ?)
- Paolo Draskovich † (circa 1320 - 1320 deceduto)
  - Sede vacante (1320-1326)
- Andrea Muscolo † (7 luglio 1326 - circa 1350 deceduto)
- Giovanni † (3 novembre 1350 - ?)
- Michele II, O.P. † (15 giugno 1356 - 1388 deceduto)
- Francesco † (1388 - dopo il 1408 deceduto)
- Pietro, O.E.S.A. † (30 luglio 1410 - 15 gennaio 1420 nominato vescovo di Castro)
- Giorgio, O.F.M. † (15 gennaio 1420 - 1423 nominato vescovo di Lesina)
- Niccolò da Spalato † (8 aprile 1426 - 1428 deceduto)
- Giovanni Corona (o Carepa), O.E.S.A. † (25 ottobre 1428 - circa 1431 deceduto)
- Giacomo Giovanni Martinuzzi † (20 luglio 1431 - dopo il 1434 deceduto)
- Felice da Spalato, C.R.S.A. † (4 novembre 1444 - 1460 deceduto)
  - Giacomo Bragadeno † (23 luglio 1460 - 5 marzo 1462 nominato vescovo di Nona) (vescovo eletto)
  - Fantino de Valle † (1463 - ? deceduto) (amministratore apostolico)
  - Nicolò † (3 novembre 1475 - ? dimesso) (amministratore apostolico)
- Pietro de Marco, O.F.M. † (30 aprile 1479 - ? deceduto)
- Arcangelo de Varicastris † (19 settembre 1483 - 1502 deceduto)
- Niccolò Gaetani (o Martinosvich) † (8 aprile 1502 - circa 1519 deceduto)
- Tommaso de Nigris † (11 gennaio 1520 - 2 settembre 1524 nominato vescovo di Traù)
- Giovanni Rosa † (12 ottobre 1524 - 23 aprile 1531 nominato vescovo di Veglia)
  - Sede vacante (1531-1613)
- Antun Pozega, O.F.M. † (17 giugno 1613 - 1625 deceduto)
- Toma Ivković, O.F.M. † (27 ottobre 1625 - ? deceduto)
- Pavao Posilović, O.F.M. † (16 giugno 1642 - 1657 deceduto)
  - Sede vacante (1657-1698)
- Gregorio Civalella † (19 dicembre 1698 - 8 novembre 1713 deceduto)
  - Sede vacante (1713-1717)
- Matteo Giannicio † (14 giugno 1717 - 1720 deceduto)
- Niccolò Tommaseo della Brazza † (14 gennaio 1722 - 23 agosto 1731 deceduto)
- Vincenzo Bragadin, O.F.M.Cap. † (28 settembre 1733 - 26 settembre 1753 nominato vescovo di Chioggia)
- Antun Becić † (20 maggio 1754 - 13 luglio 1759 nominato vescovo di Lesina)
- Domenico Pasqualigo † (21 aprile 1760 - 14 aprile 1766 deceduto)
- Antonio Stefano Trevisan † (16 febbraio 1767 - 14 ottobre 1799 deceduto)
- Giovanni Domenico Altei † (20 dicembre 1802 - 1808 deceduto)
  - Sede vacante (1808-1828)

### Vescovi titolari
- Francis Joseph Schenk † (30 aprile 1969 - 28 ottobre 1969 deceduto)[3]
- Cândido Lorenzo González, O. de M. † (5 dicembre 1969 - 26 maggio 1978 dimesso)
- Anthony Michael Pilla † (30 giugno 1979 - 13 novembre 1980 nominato vescovo di Cleveland)
- Jude Saint-Antoine † (20 marzo 1981 - 10 dicembre 2023 deceduto)
- Andrėj Znoska, dal 19 luglio 2024